# Bảy Nam
Bảy Nam (10 tháng 7 năm 1913 – 18 tháng 8 năm 2004) là một trong những nghệ sĩ lớn của sân khấu cải lương cũng như kịch nói Việt Nam, bà cùng với nghệ sĩ Phùng Há được xem là "vị tổ của bộ môn cải lương".

## Cuộc đời và sự nghiệp
Bà tên thật là Lê Thị Nam, sinh ngày 10 tháng 7 năm 1913 tại Tiền Giang, trong gia đình có 11 người con, trong đó, bà là con thứ 7 nên được gọi là Bảy Nam. Cha của bà là là một kỹ sư cầu cống, họ Lê tên Công, vốn là người thích chữ nghĩa nên đã chọn câu "Công Thành Danh Toại, Phỉ Chí Nam Nhi, Bia Truyền Tạc Để" để đặt tên cho 11 người con của mình. Các anh chị em của bà có nhiều người là nghệ sĩ nổi tiếng như: Ba Danh, Năm Phỉ, Chín Bia, Mười Truyền,...
Vai diễn đầu tiên lúc 14 tuổi đã dẫn bà vào con đường nghệ thuật. Năm 17 tuổi, bà đã bắt đầu đi hát. Đến năm 19 tuổi, gánh hát Nam Hưng được thành lập, Bảy Nam là nữ bầu gánh đầu tiên trong lịch sử sân khấu cải lương.
Bảy Nam được xem là một nghệ sĩ tài năng của nền sân khấu. Bà được giáo sư, nhà giáo nhân dân Hoàng Như Mai nhận xét: “Nghệ sĩ sân khấu, nếu thật sự là nghệ sĩ tài năng, là bảo vật vô giá của nhân loại, không vàng ngọc nào sánh được. Nghệ sĩ Bảy Nam là một trong số quí hiếm ấy”.
Hơn 70 năm hoạt động sân khấu, bà không chỉ là diễn viên mà còn là nhà quản lý, trưởng đoàn, tác giả kịch bản, diễn viên điện ảnh. Hai vở diễn thành công nhất trong sự nghiệp diễn xuất của bà đó là vở "Lá sầu riêng" và "Bông hồng cài áo". Bảy Nam còn là nữ tác giả kịch bản đầu tiên của Sài Gòn với vô số kịch bản: Nỗi đau lòng mẹ, Người đàn bà Việt Nam, Gươm vàng máu đỏ, Điều Tam Xuân, Tiêu Anh Phụng, Phấn hậu cung...
Ngày 18 tháng 8 năm 2004, bà qua đời tại Thành phố Hồ Chí Minh, hưởng thọ 91 tuổi.

## Đời tư
Ông Nguyễn Phước Cương, bầu gánh hát Phước Cương kết hôn với chị gái của bà là nghệ sĩ Năm Phỉ. Nhưng vì xảy ra nhiều mâu thuẫn nên hai người li dị. Sau khi li dị với bà Năm Phỉ, ông Cương tái hôn với bà Bảy Nam. Hai ông bà có một người con gái đó là nghệ sĩ nhân dân Kim Cương – người được mệnh danh là "kì nữ".